# Coupe d'Afrique du Nord de football 1938-1939
Navigation
Coupe AFN 1937-1938 Coupe AFN 1940-1941
Cet article traite de l'édition 1938-1939 de la Coupe d'Afrique du Nord de football. Il s'agit de la 8 édition de cette compétition, qui se termine par une victoire de l'SA Marrakech.
C'est deux équipes de la Ligue de Maroc qui se rencontrent en finale. Ces deux équipes sont respectivement le SA Marrakech et le Stade Marocain . La finale se termine par une victoire des Marrakechais sur les Casablancais sur le score de 2 buts à 0.
Le SA Marrakech remporte la compétition pour la première fois de son histoire et permet à sa ligue, la Ligue du Maroc d'obtenir un deuxième titre dans la compétition.

## Parcours LMFA-Maroc

### Premier Tour
- joués le 21 novembre 1938 et 27 novembre 1938

|    | Date             | Club              | Score   | Club            | Lieu         |
| -- | ---------------- | ----------------- | ------- | --------------- | ------------ |
| 1  | 21 novembre 1938 | ASPTT Casablanca  | 5-0     | CO Casablanca   | Casablanca   |
| 2  | 21 novembre 1938 | SCC Roches Noires | 6-0     | CA Port-lyautey | Port-lyautey |
| 3  | 21 novembre 1938 | Racing AC         | 5-0     | US Petitjean    | Petitjean    |
| 4  | 21 novembre 1938 | US Fès            | 4-2     | USD Meknès      | Meknès       |
| 5  | 21 novembre 1938 | US Athlétique     | 2-0     | US Rabat-Salé   | Rabat        |
| 6  | 21 novembre 1938 | ASPTT Rabat       | 2-1     | ASPTT Fès       | Rabat        |
| 7  | 21 novembre 1938 | US Safi           | 2-2     | FC Fédala       | Safi         |
| 8  | 21 novembre 1938 | US Marocaine      | 6-0     | RC Oued-Zem     | Oued Zem     |
| 9  | 21 novembre 1938 | ASF Tanger        | 3-2     | USC Maroc       | Tanger       |
| 10 | 21 novembre 1938 | Stade MC          | 6-2     | SC Mazagan      | Mazagan      |
| 11 | 21 novembre 1938 | SA Marrakech      | forfait | AS Mogador      | Marrakech    |
| 12 | 21 novembre 1938 | AS Tanger-Fès     | 3-2     | SC Taza         | Taza         |

|    | Date             | Club      | Score | Club           | Lieu   |
| -- | ---------------- | --------- | ----- | -------------- | ------ |
| 13 | 27 novembre 1938 | FC Fédala | 2-0   | Idéal Marocain | Fédala |

## Parcours LAFA-Alger

### Troisième Tour
- joués le 25 septembre 1938 [3],[4]:

|                                                           | Date | Club                    | Score | Club              | Lieu  |
| --------------------------------------------------------- | ---- | ----------------------- | ----- | ----------------- | ----- |
| 1                                                         |      | FC Blida                | 2 - 1 | RU Alger          |       |
| 2                                                         |      | Red Star Algérois       | 4 - 1 | AS Boufarik       |       |
| 3                                                         |      | AS Saint-Eugène         | 3 - 2 | MC Alger          |       |
| 4                                                         |      | Olympique de Tizi-Ouzou | 2 - 1 | US Blida          |       |
| 5                                                         |      | Olympique Hussein Dey   | 2 - 0 | SC Ménerville     |       |
| 6                                                         |      | Gallia Sports d'Alger   | 2 - 0 | US Ouest Mitidja  |       |
| Match rejoué avec Marengo et non Ménerville le 30 octobre |      |                         |       |                   |       |
| 5                                                         |      | Olympique Hussein Dey   | 4 - 1 | Olympique Marengo | Blida |

### Quatrième Tour
- joués le 27 novembre 1938 [5]:

|   | Date | Club                  | Score | Club                    | Lieu                    |
| - | ---- | --------------------- | ----- | ----------------------- | ----------------------- |
| 1 |      | Olympique Hussein Dey | 1 - 0 | Red Star Algérois       | Stade Municipal / Alger |
| 2 |      | Gallia Sports d'Alger | 3 - 1 | Olympique de Tizi-Ouzou | Saint-Eugene/Alger      |
| 3 |      | AS Saint-Eugène       | 2 - 1 | FC Blida                | Boufarik                |

## Parcours LOFA-Oran

### Premier Tour
- joués le 4 septembre 1938[6]:

|   | Date | Club                   | Score   | Club                               | Lieu              |
| - | ---- | ---------------------- | ------- | ---------------------------------- | ----------------- |
| 1 |      | AS Eckmühl             | 5 - 0   | USM Bel Abbès                      | Oran              |
| 2 |      | Stade Mondial Gambetta | 4 - 0   | AS Musulman Eckmühl                | Oran              |
| 3 |      | SC Lamur               | 1 - 0   | Jeunesse Franco-Arabe Bel-Abbèsien | Oran              |
| 4 |      | SC Choupot             | 3 - 0   | JS Cuvllier                        | Mers-el-Kebir     |
| 5 |      | US Cheminots Oujda     | forfait | USM Témouchent                     | Oujda             |
| 6 |      | JSM Tlemcen            | 2 - 0   | AS Hôpitaux Civile Oran            | Laferrière        |
| 7 |      | RCM Relizane           | 4 - 0   | Saint-Louis Sportive Oranais       | Relizane          |
| 8 |      | US Hammam Bou Hadjar   | 1 - 0   | Brillant Medioni Sportive Oran     | Hammam Bou Hadjar |
| 9 |      | USCC Témouchent        | 2 - 1   | USFA Tlemcen                       | Ain Témouchent    |

| Titulaires : |  |
| |  |
| (Maillot) 1. Gil Joseph 2. Regior 3. Esclapez Alfred 4. Mas Antoine 5. Mendiella 6. Munoz Jean 7. Sauveur Alarcon 8. Garcia Emile 9. Rodriguez Jean 10. Vidal Alfred 11. Prévoteau |  |

| Titulaires : |  |
| |  |
| (Maillot) 1. Saf Miloud 2. Haddin Yahia 3. Benaïto 4. Rodriguez 5. Bouaït Ali 6. Larik 7. Kouider 8. Bendimerad Mohamed 9. Bel Bachir I 10. Bel Bachir II 11. Belhaïtech Belabbès dit "Sahnoun" |  |

| Titulaires : |  |
| |  |
| (Maillot) 1. Gil Joseph 2. Regior 3. Esclapez Alfred 4. Mas Antoine 5. Mendiella 6. Munoz Jean 7. Sauveur Alarcon 8. Garcia Emile 9. Rodriguez Jean 10. Vidal Alfred 11. Prévoteau |  |

| Titulaires : |  |
| |  |
| (Maillot) 1. Saf Miloud 2. Haddin Yahia 3. Benaïto 4. Rodriguez 5. Bouaït Ali 6. Larik 7. Kouider 8. Bendimerad Mohamed 9. Bel Bachir I 10. Bel Bachir II 11. Belhaïtech Belabbès dit "Sahnoun" |  |

| Titulaires : |  |
| |  |
| (Maillot) 1. Martinez 2. Ségarra 3. Garriga 4. Canadas 5. Larbi 6. Albert Antoine 7. Ros 8. Garcia 9. Sanchez 10. Garci 11. Martinez.M |  |

| Titulaires : |  |
| |  |
| (Maillot) 1. Bou-Hadjar 2. Haddad 3. Moghrabi 4. Boumédiene 5. Ali 6. Toule 7. Derrer 8. Abdallah 9. Benguenoun 10. Benameur 11. Refsi |  |

| Titulaires : |  |
| |  |
| (Maillot) 1. Martinez 2. Ségarra 3. Garriga 4. Canadas 5. Larbi 6. Albert Antoine 7. Ros 8. Garcia 9. Sanchez 10. Garci 11. Martinez.M |  |

| Titulaires : |  |
| |  |
| (Maillot) 1. Bou-Hadjar 2. Haddad 3. Moghrabi 4. Boumédiene 5. Ali 6. Toule 7. Derrer 8. Abdallah 9. Benguenoun 10. Benameur 11. Refsi |  |

### Deuxième Tour
- joués le 25 septembre 1938[7]:

|                         | Date | Club            | Score   | Club                           | Lieu       |
| ----------------------- | ---- | --------------- | ------- | ------------------------------ | ---------- |
| 1                       |      | ASM Oran        | 2 - 0   | USSC Témouchent                | Oran       |
| 2                       |      | la Marsa        | 5 - 1   | Brillant Medioni Sportive Oran | Oran       |
| 3                       |      | GC Oran         | 5 - 1   | SC Choupot                     | Oran       |
| 4                       |      | JS Saint-Eugène | 3 - 1   | US Cheminots Oujda             | Oran       |
| 5                       |      | CDJ Oran        | 1 - 1   | AS Eckmühl                     | Oran       |
| 6                       |      | USM Oran        | 1 - 1   | Stade Mondial Gambetta         | Oran       |
| 7                       |      | GC Saïda        | 2 - 0   | SC Lamur                       | Saida      |
| 8                       |      | SC Bel-Abbès    | 4 - 0   | Gallia Sport Tiaret            | Bel-Abbès  |
| 9                       |      | IS Mostaganem   | 3 - 1   | SO Salado                      | Mostaganem |
| 10                      |      | AGS Mascara     | 7 - 3   | JSM Tlemcen                    | Mascara    |
| 11                      |      | CAL Oran        | 3 - 1   | Saint-Louis Sportive Oranais   | Oran       |
| 12                      |      | USFA Tlemcen    | forfait | AS Tiaret                      | Tlemcen    |
| Match rejoué 16 octobre |      |                 |         |                                |            |
| 5                       |      | CDJ Oran        | 1 - 0   | AS Eckmühl                     | Oran       |
| 6                       |      | USM Oran        | 7 - 0   | Stade Mondial Gambetta         | Oran       |

| Titulaires : |  |
| |  |
| (Maillot) 1. De Los Rios 2. Caya 3. Fructuoso Antoine 4. Gonzales Gabriel 5. Sebaa Lahouari 6. Sadok 7. Vivès Joseph 8. Mohamed Ould Habib Benamar 9. Abad Diégo 10. Pérez 11. Fernandez |  |

| Titulaires : |  |
| |  |
| (Maillot Blanc) 1. Gil 2. Moya 3. Médina 4. Garcia I 5. Gonzalez 6. Rossi 7. Soriano 8. Montoya II 9. Montoya I 10. Garcia II 11. Marin |  |
| Entraîneur : |  |
| M.Sutter |  |

| Titulaires : |  |
| |  |
| (Maillot) 1. De Los Rios 2. Caya 3. Fructuoso Antoine 4. Gonzales Gabriel 5. Sebaa Lahouari 6. Sadok 7. Vivès Joseph 8. Mohamed Ould Habib Benamar 9. Abad Diégo 10. Pérez 11. Fernandez |  |

| Titulaires : |  |
| |  |
| (Maillot Blanc) 1. Gil 2. Moya 3. Médina 4. Garcia I 5. Gonzalez 6. Rossi 7. Soriano 8. Montoya II 9. Montoya I 10. Garcia II 11. Marin |  |
| Entraîneur : |  |
| M.Sutter |  |

| Titulaires : |  |
| |  |
| (Maillot Bleu) 1. Blasco 1 2. Rodriguez 3. Belverdé 4. Vicidomini 5. Lubrano 6. Guttierez 7. Blasco II 8. Palma 9. Sanchez 10. Ferrara 11. Conesa |  |

| Titulaires : |  |
| |  |
| (Maillot Blanc) 1. Saragosa 2. Ferrando 3. Ladé 4. Macia 5. Terol 6. Ramos 7. Ruiz 8. Lopez 9. Quilès 10. Banouls 11. Ortéga |  |

| Titulaires : |  |
| |  |
| (Maillot Bleu) 1. Blasco 1 2. Rodriguez 3. Belverdé 4. Vicidomini 5. Lubrano 6. Guttierez 7. Blasco II 8. Palma 9. Sanchez 10. Ferrara 11. Conesa |  |

| Titulaires : |  |
| |  |
| (Maillot Blanc) 1. Saragosa 2. Ferrando 3. Ladé 4. Macia 5. Terol 6. Ramos 7. Ruiz 8. Lopez 9. Quilès 10. Banouls 11. Ortéga |  |

| Titulaires : |  |
| |  |
| (Maillot) 1. Barbier 2. Alcaraz 3. Pastor 4. Marini 5. Berak 6. Peltier 7. Planès 8. Combe 9. Cara 10. Morata 11. Gérard |  |

| Titulaires : |  |
| |  |
| (Maillot) 1. Cuesta 2. Vivès 3. Lasserre 4. Cortés 5. Montoya 6. Diehr 7. Iniesta 8. Gonzalès 9. Anton 10. Ribot 11. Garcia |  |

| Titulaires : |  |
| |  |
| (Maillot) 1. Barbier 2. Alcaraz 3. Pastor 4. Marini 5. Berak 6. Peltier 7. Planès 8. Combe 9. Cara 10. Morata 11. Gérard |  |

| Titulaires : |  |
| |  |
| (Maillot) 1. Cuesta 2. Vivès 3. Lasserre 4. Cortés 5. Montoya 6. Diehr 7. Iniesta 8. Gonzalès 9. Anton 10. Ribot 11. Garcia |  |

| Titulaires : |  |
| |  |
| (Maillot) 1. Baghdad 2. Bacha 3. Mokhtari 4. Mimoum 5. Bouakeul 6. Léal 7. Ascensio 8. Ali 9. Kader 10. Soudani 11. Tékkouk |  |

| Titulaires : |  |
| |  |
| (Maillot) 1. Martinez 2. Ségarra 3. Garcia 4. Albert 5. Larbi 6. Sparra 7. Martinez 8. Garcia.J 9. Sanchez 10. Garcia.E 11. Ros |  |

| Titulaires : |  |
| |  |
| (Maillot) 1. Baghdad 2. Bacha 3. Mokhtari 4. Mimoum 5. Bouakeul 6. Léal 7. Ascensio 8. Ali 9. Kader 10. Soudani 11. Tékkouk |  |

| Titulaires : |  |
| |  |
| (Maillot) 1. Martinez 2. Ségarra 3. Garcia 4. Albert 5. Larbi 6. Sparra 7. Martinez 8. Garcia.J 9. Sanchez 10. Garcia.E 11. Ros |  |

### Troisième Tour
- joués le 16 octobre 1938 [8],[9]:

|   | Date        | Club                | Score | Club            | Lieu                 |
| - | ----------- | ------------------- | ----- | --------------- | -------------------- |
| 1 |             | ASM Oran            | 3 - 1 | GC Oran         | Oran                 |
| 2 |             | SC Bel-Abbès        | 2 - 1 | AGS Mascara     | Bel-Abbès            |
| 3 |             | CAL Oran            | 2 - 1 | USFA Tlemcen    | Bel-Abbès            |
| 4 |             | GC Saïda            | 3 - 1 | la Marsa        | Saida                |
| 5 | 07 novembre | Club des Joyeusetés | 2 - 1 | IS Mostaganem   | Bivouac / Mostaganem |
| 6 | 07 novembre | USM Oran            | 1 - 0 | JS Saint-Eugène | Oran                 |

| Titulaires : |  |
|              |  |
| (Maillot)    |  |

| Titulaires : |  |
|              |  |
| (Maillot)    |  |

| Titulaires : |  |
|              |  |
| (Maillot)    |  |

| Titulaires : |  |
|              |  |
| (Maillot)    |  |

| Titulaires : |  |
|              |  |
| (Maillot)    |  |

| Titulaires : |  |
|              |  |
| (Maillot)    |  |

| Titulaires : |  |
|              |  |
| (Maillot)    |  |

| Titulaires : |  |
|              |  |
| (Maillot)    |  |

### Quatrième Tour
- joués en novembre 1938 [10],[11],[12]:

|                          | Date        | Club         | Score       | Club         | Lieu      |
| ------------------------ | ----------- | ------------ | ----------- | ------------ | --------- |
| 1                        | 7 novembre  | GC Saïda     | 5 - 1       | CAL Oran     | Saida     |
| 2                        | 27 novembre | USM Oran     | 2 - 1       | ASM Oran     | Oran      |
| 3                        | 27 novembre | SC Bel-Abbès | Non terminé | CDJ Oran     | Bel-Abbès |
| Match rejoué 18 décembre |             |              |             |              |           |
|                          |             | CDJ Oran     | 5-1         | SC Bel-Abbès | Bel-Abbès |

| Titulaires : |  |
| |  |
| (Maillot Blanc) 1. Djelloul 2. Diaz 3. Benallel 4. Millet 5. Leber 6. Castellano II 7. Castellano I 8. Gomez 9. Tandjaoui Ahmed dit "Baccoco" 10. Moulay 11. Zozo |  |
| Entraîneur : |  |
| Baylé |  |

| Titulaires : |  |
| |  |
| (Maillot) 1. Navarro 2. Lopez 3. Paulin 4. Saura 5. Fernandez 6. Galera 7. Martin 8. Lopez II 9. Cano 10. Salas 11. Quilèl |  |

| Titulaires : |  |
| |  |
| (Maillot Blanc) 1. Djelloul 2. Diaz 3. Benallel 4. Millet 5. Leber 6. Castellano II 7. Castellano I 8. Gomez 9. Tandjaoui Ahmed dit "Baccoco" 10. Moulay 11. Zozo |  |
| Entraîneur : |  |
| Baylé |  |

| Titulaires : |  |
| |  |
| (Maillot) 1. Navarro 2. Lopez 3. Paulin 4. Saura 5. Fernandez 6. Galera 7. Martin 8. Lopez II 9. Cano 10. Salas 11. Quilèl |  |

| Titulaires : |  |
| |  |
| (Maillot) 1. Baghdad Aboukébir 2. Bachad 3. Mokhtari Mohamed 4. Ali Serradj 5. Bouakeul Miloud 6. Karsenti 7. Chergui Lakhdar 8. Sikki 9. Saffani 10. Soudani 11. Lahouari Tekkouk |  |

| Titulaires : |  |
| |  |
| (Maillot) 1. De Los Rios 2. Caillat 3. Fructuoso Antoine 4. Vivès Joseph 5. Sebaa Lahouari 6. Mohamed Ould Habib Benamar 7. Barosso 8. Abad Diégo 9. Gonzales Gabriel 10. André Philippot 11. Domech |  |

| Titulaires : |  |
| |  |
| (Maillot) 1. Baghdad Aboukébir 2. Bachad 3. Mokhtari Mohamed 4. Ali Serradj 5. Bouakeul Miloud 6. Karsenti 7. Chergui Lakhdar 8. Sikki 9. Saffani 10. Soudani 11. Lahouari Tekkouk |  |

| Titulaires : |  |
| |  |
| (Maillot) 1. De Los Rios 2. Caillat 3. Fructuoso Antoine 4. Vivès Joseph 5. Sebaa Lahouari 6. Mohamed Ould Habib Benamar 7. Barosso 8. Abad Diégo 9. Gonzales Gabriel 10. André Philippot 11. Domech |  |

| Titulaires : |  |
| |  |
| (Maillot) 1. Benzellat 2. Miraillès 3. Camarena 4. Guillem 5. Chakor.J 6. Gimenez 7. Folton 8. Mankour Bensahaha 9. Guillem II 10. Sparza 11. Zurita |  |

| Titulaires : |  |
| |  |
| (Maillot) 1. Nieto 2. Morillas 3. Pinel 4. Reig 5. Saïd 6. Azza 7. Maillol 8. Buenafuente 9. Diaz 10. Ruiz 11. Hernandez |  |

| Titulaires : |  |
| |  |
| (Maillot) 1. Benzellat 2. Miraillès 3. Camarena 4. Guillem 5. Chakor.J 6. Gimenez 7. Folton 8. Mankour Bensahaha 9. Guillem II 10. Sparza 11. Zurita |  |

| Titulaires : |  |
| |  |
| (Maillot) 1. Nieto 2. Morillas 3. Pinel 4. Reig 5. Saïd 6. Azza 7. Maillol 8. Buenafuente 9. Diaz 10. Ruiz 11. Hernandez |  |

## Parcours LCFA-Constantine

### Premier Tour
- joués le 25 septembre 1938[13]:

|   | Date | Club        | Score               | Club              | Lieu                    |
| - | ---- | ----------- | ------------------- | ----------------- | ----------------------- |
| 1 |      | SO Mondovi  | 2 - 1               | FC Souk Ahras     | Guelma                  |
| 2 |      | CA Batna    | 2 - 0               | JSM Philippeville | Municipal / Constantine |
| 3 |      | JS Guelma   | 0 - 0 match arrêter | JSM Bougie        | Municipal / Constantine |
| 4 |      | CA Mila     | par forfait         | SS Sétif          | Municipal / Constantine |
| 5 |      | RC la Calle | par forfait         | US Châteaudun     | Philippeville           |

| Titulaires : |  |
| |  |
| (Maillot) 1. Nezzar 2. Mons 3. Maref I 4. Torrès 5. Lasfer 6. Maref II 7. Siki 8. Gligli 9. Badrenko 10. Zender 11. Boubou |  |

| Titulaires : |  |
| |  |
| (Maillot noir et blanc) 1. Zouaoui 2. Zeribi II 3. Vitelli 4. Laplume 5. Allaouafi 6. Sassi 7. Zeribi I 8. Azouz 9. Bouraba 10. Telercio 11. Guendouzi |  |

| Titulaires : |  |
| |  |
| (Maillot) 1. Nezzar 2. Mons 3. Maref I 4. Torrès 5. Lasfer 6. Maref II 7. Siki 8. Gligli 9. Badrenko 10. Zender 11. Boubou |  |

| Titulaires : |  |
| |  |
| (Maillot noir et blanc) 1. Zouaoui 2. Zeribi II 3. Vitelli 4. Laplume 5. Allaouafi 6. Sassi 7. Zeribi I 8. Azouz 9. Bouraba 10. Telercio 11. Guendouzi |  |

### Deuxième Tour
- joués le 25 octobre 1938

|    | Date       | Club                 | Score | Club        | Lieu        |
| -- | ---------- | -------------------- | ----- | ----------- | ----------- |
| 1  |            | Défense Saint-Arnaud | -     | ...         |             |
| 2  |            | AS Batna             | -     | ...         |             |
| 3  |            | EJ Philippeville     | -     | ...         |             |
| 4  |            | AS Bône              | -     | ...         |             |
| 5  |            | JBAC Bône            | -     | ...         |             |
| 6  |            | EV Kouif             | -     | ...         |             |
| 7  |            | RU Constantine       | -     | ...         |             |
| 8  |            | RC Philippeville     | -     | ...         |             |
| 9  |            | CS Constantine       | -     | ...         |             |
| 10 | 30 octobre | SO Mondovi           | 5 - 1 | RC la Calle | Bône        |
| 11 | 30 octobre | JS Guelma            | N.J   | CA Mila     | Constantine |
| 12 | 30 octobre | JS Djijel            | N.J   | CA Batna    | Sétif       |

### Troisième Tour
- joués le 20 novembre 1938[14]:

|   | Date | Club                 | Score       | Club             | Lieu        |
| - | ---- | -------------------- | ----------- | ---------------- | ----------- |
| 1 |      | Défense Saint-Arnaud | 3 - 2       | RU Constantine   | Constantine |
| 2 |      | AS Batna             | 4 - 2       | RC Philippeville |             |
| 3 |      | EJ Philippeville     | 1 - 0       | JS Guelma        | Bône        |
| 4 |      | AS Bône              | 7 - 0       | SO Mondovi       | Bône        |
| 5 |      | JBAC Bône            | par forfait | CS Constantine   |             |
| 6 |      | EV Kouif             | par forfait | JS Djijel        |             |

### Quatrième Tour
- joués le 18 décembre 1938

|   | Date | Club      | Score | Club                 | Lieu        |
| - | ---- | --------- | ----- | -------------------- | ----------- |
| 1 |      | AS Bône   | 5 - 0 | Défense Saint Arnaud | Bône        |
| 2 |      | AS Batna  | 2 - 0 | EV Kouif             | Constantine |
| 3 |      | JBAC Bône | 1 - 0 | EJ Philippeville     | Constantine |

## Parcours des finalistes

### Huitièmes de finale
- Résultats du huitième de finale de la Coupe d'Afrique du Nord 1938-1939:
- joués le 5 février 1939[15],[16]:

|   | Date       | Club                 | Score | Club                    | Lieu                 |
| - | ---------- | -------------------- | ----- | ----------------------- | -------------------- |
| 1 |            | CDJ Oran             | 2 - 1 | ES Tunis                | Oran                 |
| 2 |            | AS Batna             | 3 - 0 | USM Oran                | Batna                |
| 3 |            | Racing de Casablanca | 4 - 1 | AS Bône                 | Casablanca           |
| 4 |            | GC Saïda             | 2 - 0 | AS Saint-Eugène         | Saint-Eugène / Alger |
| 5 | 12 février | SA Marrakech         | 1 - 1 | ES Sahel                | Oran                 |
| 6 | 12 février | Stade Marocain       | 3 - 2 | Olympique d'Hussein-Dey |                      |
| 7 | 12 février | GS Alger             | 4 - 1 | Club Africain           | Tunis                |
| 8 | 12 février | Olympique Marocain   | 2 - 0 | JBAC Bône               | Rabat                |

### Quarts de finale
- Résultats des quarts de finale de la Coupe d'Afrique du Nord 1938-1939:
- joués le 5 mars 1939[17],[18]:

|   | Date    | Club                 | Score | Club               | Lieu      |
| - | ------- | -------------------- | ----- | ------------------ | --------- |
| 1 |         | SA Marrakech         | 4 - 1 | GC Saïda           | Marrakech |
| 2 |         | GS Alger             | 2 - 0 | Olympique Marocain | Alger     |
| 3 |         | Racing de Casablanca | 3 - 2 | CDJ Oran           | Oran      |
| 4 | 12 mars | Stade Marocain       | 4 - 1 | AS Batna           | Rabat     |

### Demi-finales
- Résultats des demi-finales de la Coupe d'Afrique du Nord 1938-1939:
- joués le 2 avril 1939[19]:

|   | Date | Club           | Score | Club                 | Lieu       |
| - | ---- | -------------- | ----- | -------------------- | ---------- |
| 1 |      | SA Marrakech   | 3 - 1 | GS Alger             | Alger      |
| 2 |      | Stade Marocain | 3 - 2 | Racing de Casablanca | Casablanca |

### Finale
- Résultats du finale de la Coupe d'Afrique du Nord 1938-1939

La finale joués le 14 mai 1939:
|   | Date        | Club         | Score | Club           | Lieu                         |
| - | ----------- | ------------ | ----- | -------------- | ---------------------------- |
| 1 | 14 mai 1939 | SA Marrakech | 2 - 0 | Stade Marocain | Stade Philippe, (Casablanca) |

| Coupe d'Afrique du Nord Vainqueur 1938-1939 |
| ------------------------------------------- |
| SA Marrakech Premier titre                  |